# Hatillo (barrio)
Hatillo es un barrio ubicado en el municipio de Hatillo en el estado libre asociado de Puerto Rico. En el Censo de 2010 tenía una población de 3806 habitantes y una densidad poblacional de 813,68 personas por km².

## Geografía
Hatillo se encuentra ubicado en las coordenadas 18°28′52″N 66°48′49″O / 18.48111, -66.81361. Según la Oficina del Censo de los Estados Unidos, Hatillo tiene una superficie total de 4.68 km², de la cual 4.13 km² corresponden a tierra firme y (11.74%) 0.55 km² es agua.

## Demografía
Según el censo de 2010, había 3806 personas residiendo en Hatillo. La densidad de población era de 813,68 hab./km². De los 3806 habitantes, Hatillo estaba compuesto por el 86.57% blancos, el 5.52% eran afroamericanos, el 0.11% eran amerindios, el 0.05% eran asiáticos, el 0% eran isleños del Pacífico, el 4.02% eran de otras razas y el 3.73% pertenecían a dos o más razas. Del total de la población el 99.32% eran hispanos o latinos de cualquier raza.